# Botrychium lanceolatum
Botrychium lanceolatum — трав'яниста рослина родини вужачкові (Ophioglossaceae). Етимологія: лат. lanceolatum — «списоподібний».

## Галерея

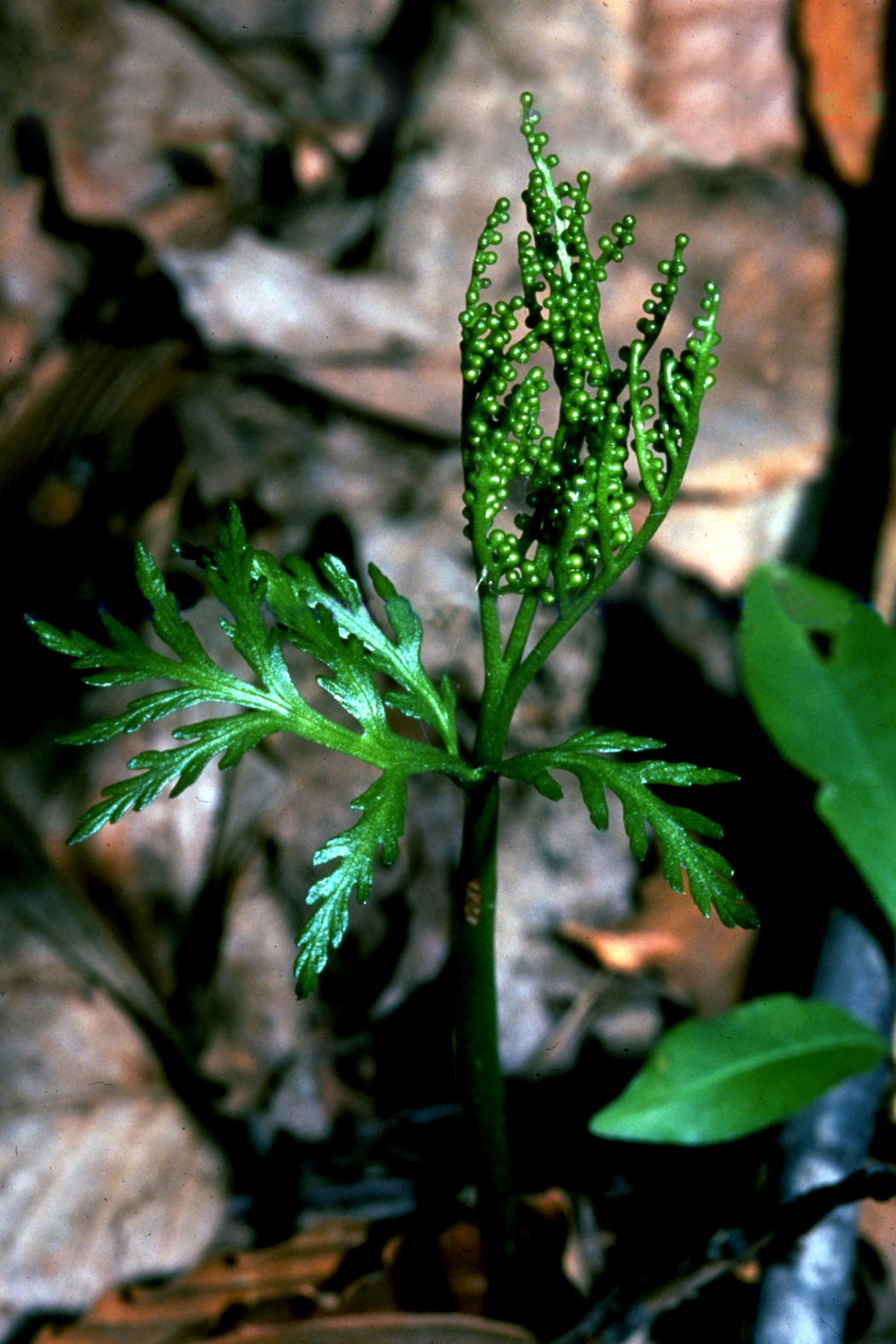
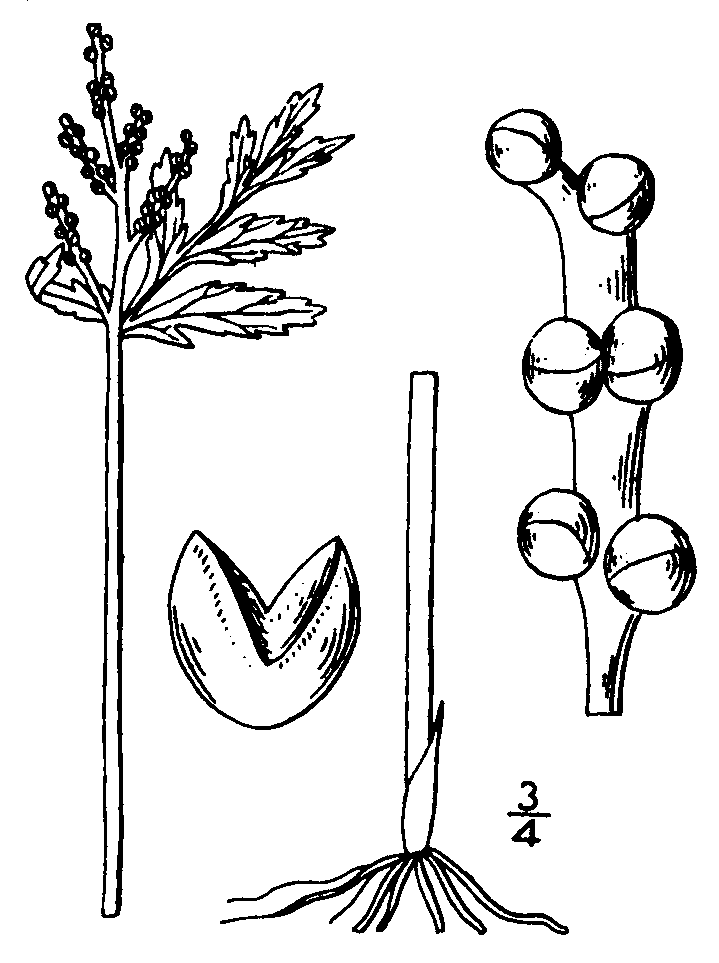

## Опис
Кореневище щорічно випускає одну вайю 5–20 см заввишки. Загальне стебло зелене, 4–15 см. Листова пластина від блискуче- чи жовтаво-зеленого до темно-зеленого кольору, 1–2-перисті, 6×7 см. Спороноси, що ростуть при вершині загального стебла, вузько трикутні, 1–6 см, 1–3-перисті. Стиглі спорангії іржаво-коричневого кольору.2n=90.

## Поширення
Країни зростання: Австрія; Ліхтенштейн; Білорусь; Естонія; Фінляндія; Швейцарія; Ісландія; Італія; Латвія; Норвегія; Росія; Швеція; США; Канада; Гренландія; Китай — Цзілінь, Внутрішня Монголія; Японія. Населяє луки, пасовища, піщані пляжі й морські скелі. У південній частині ареалу населяє скелясті місця високо над рівнем моря.